# Vuelo de prueba
Prueba en vuelo, o ensayo en vuelo, es una rama de la ingeniería aeroespacial que desarrolla y recoge datos durante el vuelo de una aeronave para después analizar la información para evaluar las características de vuelo de la aeronave y validar su diseño, incluyendo aspectos de seguridad. La fase de prueba en vuelo abarca dos tareas principales: 1) encontrar y corregir cualquier problema en el diseño de la aeronave y luego 2) verificar y documentar las capacidades de la aeronave para la certificación del gobierno o aceptación de los clientes. La fase de prueba en vuelo puede ir desde la prueba de un nuevo sistema simple para una aeronave existente hasta el desarrollo completo y certificación de una nueva aeronave. Por tanto el programa de prueba en vuelo puede variar de unas pocas semanas a varios años.